# 로쿠고 마사시게
로쿠고 마사시게(일본어: 六郷政林, 1737년 ~ 1797년 10월 29일)는 일본 에도 시대의 다이묘로, 데와노쿠니 혼조 번의 6대 번주이다. 어릴적 이름은 벤노스케(弁之助), 조노스케(長之助)이며, 초명은 마사쓰네(政経)이다. 관위는 종5위하, 효고노카미(兵庫頭)이다.
겐분 2년(1737년), 혼조 번의 4대 번주 로쿠고 마사하루의 셋째 아들인 로쿠고 마사카게(六郷政蔭)의 맏아들로 태어났다. 호레키 4년(1754년), 선대 번주이자 큰아버지인 로쿠고 마사나가가 사망하자, 그 양자가 되어 번주직을 계승하였다. 마사나가의 맏아들 로쿠고 마사노부를 양자로 맞이하였으나, 마사노부는 안에이 5년(1776년)에 사망하였다. 이에 자신의 맏아들인 로쿠고 마사카를 후계자로 삼았으나, 마사카 역시 마사시게의 뒤를 잇지 못하고 사망하였다. 결국 덴메이 3년(1783년) 12월 18일, 셋째 아들 로쿠고 마사치카에게 가문을 계승하게 하고 은거하였다. 간세이 9년(1797년) 9월 10일, 61세로 사망하였다.
| 전임 로쿠고 마사나가 | 제6대 혼조 번 번주 1754년 ~ 1783년 | 후임 로쿠고 마사치카 |